# Bobby Freeman (Politiker)
Robert Louis „Bobby“ Freeman (* 27. April 1934 in Plaquemine, Louisiana; † 16. Mai 2016 ebenda) war ein US-amerikanischer Politiker. Zwischen 1980 und 1988 war er Vizegouverneur des Bundesstaates Louisiana.

## Werdegang
Im Jahr 1952 absolvierte Robert Freeman die Plaquemine Senior High School. Anschließend studierte er an der Louisiana State University in Baton Rouge. Zwischen 1956 und 1959 diente er in der US Army; in den Jahren 1960 und 1961 war er für eine Chemiefirma tätig. Nach einem Jurastudium an der Loyola University in New Orleans und seiner 1965 erfolgten Zulassung als Rechtsanwalt begann er in einer Kanzlei in Plaquemine in diesem Beruf zu arbeiten. Er wurde Mitglied der Anwaltskammern des Staates Louisiana und der Vereinigten Staaten. Politisch schloss er sich der Demokratischen Partei an. Zwischen 1968 und 1980 saß er als Abgeordneter im Repräsentantenhaus von Louisiana. 
1979 wurde Freeman zum Vizegouverneur von Louisiana gewählt. Damit wurde er Stellvertreter des republikanischen Gouverneurs David C. Treen. Seit 1984 diente er nach einer Wiederwahl unter dem neuen Gouverneur Edwin Edwards. Mit Gouverneur Treen verstand sich Freeman sehr schlecht und es kam öfters zu Auseinandersetzungen zwischen den beiden Politikern. Im Jahr 1988 scheiterte Freeman in den Vorwahlen seiner Partei für das US-Repräsentantenhaus. Zwischen 1990 und 1996 war er städtischer Richter in Plaquemine.